# Mala trgovina užasa (1986.)
Mala trgovina užasa (eng. Little Shop of Horrors)  američka je horor mjuzikl komedija iz 1986. koju je režirao Frank Oz a koja govori o ogromnoj biljci ljudožderci koju uzgaja smušeni cvjećar. To je drugi film snimljen po istoimenoj kazališnoj predstavi - prvi je režirao Roger Corman 1960. - a njegove teme simbolično govore o biljci kao o Faustu.

## Radnja
Seymour Krelborn je povučeni, neugledni i neuspješni mladić koji radi u jednoj propaloj cvjećarni kod g. Mushnika. Seymour je potajno zaljubljen u kolegicu Audrey koja radi s njim, no ona već ima vezu sa sadističkim zubarom Orinom Scrivellom. Jednog dana Seymour pronalazi neobičnu biljku mesožderku koju nazove Audrey II te ju postavi na izlog cvjećarne što izazove neviđenu pozornost kod publike i njihov posao postane nevjerojatno uspješan. 
No mesožderka može govoriti te počne nagovarati svojeg vlasnika da mu daje ljudskog mesa. Iako ju je isprva mogao hraniti svojom krvi, Seymour na kraju mora početi davati joj meso ljudi koje ubija. Prvo ubija Orina, no kada nakon toga biljka počinje rasti i zahtijevati sve više i više žrtava, odluči je se riješiti, pogotov što neki pohlepni industrijalci već planiraju masovnu proizvodnju biljke. Audrey II napadne Audrey, no Seymour ju ubije električnim šokom. Na kraju se uda za Audrey. 

## Glume
- Rick Moranis - Seymour Krelborn
- Ellen Greene - Audrey Fulquard
- Vincent Gardenia - Gospodin Mushnik
- Steve Martin - Orin Scrivelo
- Tichina Arnold - Crystal, jedna od tri djevojaka glazbenog kora
- Michelle Weeks - Ronette, jedna od tri djevojaka glazbenog kora
- Tisha Campbell - Chiffon, jedna od tri djevojaka glazbenog kora
- Bill Murray - Arthur Denton
- John Candy - Wink Wilkinson
- James Belushi - Patrick Martin
- Christopher Guest - Prva mušterija

## Nagrade
- 2 nominacije za Zlatni globus (najbolji film - komedija ili mjuzikl, pjesma)
- 2 nominacije za Oscara (najbolji specijalni efekti, pjesma)
- Nominacija za BAFTA-u (najbolji specijalni efekti)
- osvojena nagrada Saturn za najbolju glazbu

## Kritike
Film je bio uglavnom hvaljen. Tako je kritičar James Berardinelli zaključio: "Ja sam vidio puno mjuzikla (vjerojatno više nego većina ljudi mlađih od 50 godina), a malo njih je toliko živahno kao i zabavno kao Mala trgovina užasa". Roger Ebert je filmu dao 3.5 od 4 zvijezde i zapisao: "Ovaj film ne forsira svoje šale niti inzistira na svojim virtuoznim specijalnim efektima, nego posvećuje svoju energiju kako bi ispao prirodan i šarmantan". Arsen Oremović, koji piše za Večernji list, je filmu dao ocjenu "dobar" i utvrdio: "Frank Oz nije za predložak uzeo glasovitu originalnu niskobudžetnu crnu komedju Rogera Cormana već njezinu off-broadwejsku mjuzikl preradu. Tako je mesožderska biljka iz svemira, koju zbunjeni mladić uzgaja kako bi zadovoljio vlasnika cvjećarnice u kojoj radi, postala junakinja tržišno neopterećene i nekalkulirane, ali stilski simpatićne komedijice s pjevanjem u kojoj posebno do izražaja dolazi niz epizodističkih pojavljivanja. Posebno se ističe Steve Martin kao sadistički zubar".

## Vanjske poveznice
- Mala trgovina užasa u internetskoj bazi filmova IMDb-a
- Rotten-tomatoes.com (recenzije)
- Film Sculptor Special Effects Sculptor who made the Plant
- Originalan, izgubljeni kraj filma